# Micoletzkyia
Micoletzkyia är ett släkte av rundmaskar. Enligt Catalogue of Life ingår Micoletzkyia i familjen Phanodermatidae, men enligt Dyntaxa är tillhörigheten istället familjen Phanerodermatidae.
Kladogram enligt Catalogue of Life och Dyntaxa:
| Micoletzkyia | \| \| Micoletzkyia anomala \| \| \| \| \| \| Micoletzkyia elegans \| \| \| \| \| \| Micoletzkyia nudicapitata \| \| \| \| |
|              | \| \| Micoletzkyia anomala \| \| \| \| \| \| Micoletzkyia elegans \| \| \| \| \| \| Micoletzkyia nudicapitata \| \| \| \| |
|              | Crenopharynx |
|              | |
|              | Dayellus |
|              | |
|              | Klugea |
|              | |
|              | Paraphanoderma |
|              | |
|              | Phanoderma |
|              | |
|              | Phanodermella |
|              | |
|              | Phanodermopsis |
|              | |
|              | Micoletzkyia anomala |
|              | |
|              | Micoletzkyia elegans |
|              | |
|              | Micoletzkyia nudicapitata                                                                                                 |
|              | |

|  | Micoletzkyia anomala      |
|  |                           |
|  | Micoletzkyia elegans      |
|  |                           |
|  | Micoletzkyia nudicapitata |
|  |                           |